# Protestbewegung – Entwicklung, Niedergang, Renaissance. Die Neue Linke seit 1968
In seinem 1983 erschienenen Buch Protestbewegung – Entwicklung, Niedergang, Renaissance. Die Neue Linke seit 1968 analysiert der Autor Gerd Langguth die Entwicklung und die Wandlung der „Protestbewegung“ und der „Neuen Linken“ von 1968 bis 1983. Das Ziel des Buches ist eine Standortbeschreibung der linken Protestbewegung zum damaligen Zeitpunkt.
Gerd Langguth bezieht sich vor allem auf die Zeit nach 1968 und beschreibt die Spaltungsprozesse, die im oben genannten Zeitraum innerhalb der Protestbewegung stattfanden. Dabei geht er ausführlich auf die wichtigen Organisationen der Protestbewegung ein, wie z. B. den SDS (Sozialistischer Deutscher Studentenbund) oder weitere Organisationen wie die bis heute existierende DKP (Deutsche Kommunistische Partei). Auch die, zum Zeitpunkt der Veröffentlichung knapp 3 Jahre alte Partei „die Grünen“ (heute Bündnis 90/Die Grünen) wird in ihrer Entwicklung beschrieben.
Gerd Langguth geht in dem Buch auch detailliert auf die Entwicklung der SDS-Folgeorganisationen, vor allem der sogenannten (maoistischen und stalinistischen) K-Gruppen oder trotzkistischen Organisationen ein.
Gerd Langguth unterteilt die Protestbewegung in acht Phasen.

## Vorphase: 1960–1965
Diese Phase war vor allem durch die Trennung der SPD vom SDS geprägt. Im Juli 1960 distanzierte sich die SPD offiziell vom SDS, den sie „kommunistischer Umtriebe“ verdächtigte. Die dahergehende Isolation des SDS wurde im Mai 1964 durch das Höchster Abkommen überwunden, in dem eine Zusammenarbeit mit anderen Studentenbünden beschlossen wurde. Dieses Abkommen ermöglichte es dem SDS, mit Beginn der „antiautoritären“ Revolte die Führungsrolle innerhalb der Studentenschaft zu übernehmen.

## Erste Phase: Zentrum Berlin (ab Mai 1965 bis Mai 1967)
Die Aktionen der ersten Phase sind weitgehend auf Berlin beschränkt und haben vorwiegend hochschulinternen Charakter. Es wurden erstmals neue Demonstrationstechniken wie „Go-Ins“ und „Sit-Ins“ übernommen.
Es gibt mehrere Gründe, warum West-Berlin Ausgangsort für die Studentenproteste war:
Viele Studenten, die nach Berlin kamen, entzogen sich der sozialen Kontrolle des Elternhauses und anderer gesellschaftlicher Institutionen, da durch die Insellage West-Berlins ein ständiger Kontakt nach Hause nicht möglich war. Außerdem war der Anteil der Studenten, die Politikwissenschaft studierten und somit auch an politischer Praxis interessiert waren, relativ hoch.

## Zweite Phase: Vom Tod Benno Ohnesorgs (2. Juni 1967) bis zur Antinotstandskampagne Sommer 1968
Nach dem Tod des Studenten Benno Ohnesorg wurden an fast allen deutschen Universitäten Trauerkundgebungen veranstaltet. Nach dem Mordanschlag auf Rudi Dutschke am 11. April 1968 wurde die explosive Stimmung der jungen Generation deutlich. Diese äußerte sich in zahlreichen Aktionen gegen die Springer-Presse und die große Koalition. Ungefähr 20 % dieser Aktionen waren mit Gewaltanwendungen und anderen Rechtsverletzungen verbunden. Gleichzeitig wurden die aggressiven Ziele des SDS immer deutlicher, die sich in den entsprechenden Veröffentlichungen in der Verbandszeitung „Neue Kritik“ und in den Interviews führender SDS Funktionäre zeigte.
Darin riefen sie eindeutig zu militanten Aktionen auf um ihr Ziel, den „realen Marxismus“, zu erreichen.

## Dritte Phase: Resignation und Auflösung des SDS (Herbst 1968 bis Februar 1970)
Nach der Verabschiedung der Notstandsgesetze verliefen großangekündigte Kampagnen der „Außerparlamentarischen Opposition“ enttäuschend und auch die Resonanz innerhalb der Bevölkerung ließ nach. Im SDS trat mehr und mehr eine anarchistische Grundtendenz zu Tage, dem Bundesvorstand wurden nach und nach Führungsfunktionen abgesprochen. Zwar saß der SDS noch in vielen Studentenparlamenten und Allgemeinen Studentenausschüssen (Asten), doch wurde auf der Delegiertenkonferenz am 13./14. April 1969 deutlich, dass der SDS-Bundesvorstand so gut wie keine koordinierende Funktion mehr hatte und nur noch als Informationsstelle fungierte. Am 21. März 1970 löste sich der SDS in Frankfurt (Main) dann schließlich auf.

## Vierte Phase: Leninismus (März 1970 bis Sommer 1971)
Die vierte Phase war geprägt von Zersplitterung und Richtungskämpfen. Ab 1972 stand sie auch unter dem Zeichen des „Radikalenerlasses“, der einerseits politische Einschüchterung und Verunsicherung unter große Teile der Studentenschaft trug, andererseits breite Protestströmungen gegen diese Maßnahme hervorrief. Einige Gruppierungen gingen davon aus, dass eine Partei aufgebaut werden müsse, um größtmöglichen Einfluss auszuüben, andere hielten dagegen am Dezentralismus fest. In dieser Zeit spielten vor allem DKP-nahe Organisationen eine immer wichtigere Rolle, z. B. der „Marxistische Studentenbund Spartakus“ (MSB) und andere orthodox-kommunistische Gruppen. Zudem gab es zahlreiche, unüberschaubare Neugründungen von linken Organisationen.

## Fünfte Phase: Zentralisation (ab Juli 1971)
Die KPD/AO (Kommunistische Partei Deutschlands/Aufbauorganisation) nannte sich um in KPD und leitete damit die Phase der Zentralisation der bisher zersplittert arbeitenden Gruppen ein. Die dezentral agierenden marxistisch ausgerichteten Organisationen kamen weitgehend zu der Einsicht, dass nur eine zentrale, bundesweit aktive Partei politische Erfolge erzielen könnte. Andere bedeutende Organisationen waren die KPD/ML (Marxisten-Leninisten) und der Kommunistische Bund Westdeutschland (KBW).

## Sechste Phase: Terrorismus (1974–1977)
Die wesentlichen ideologischen Schriften der „Rote Armee Fraktion“ erschienen zwischen 1971 und 1972. Ab 1974 kam es verstärkt zu terroristischen Aktivitäten, darunter u. a. die Besetzung der Stockholmer Botschaft der Bundesrepublik Deutschland am 24. April 1975, bei der zwei Diplomaten und zwei Terroristen starben, die Ermordung des Generalbundesanwalts Siegfried Buback am 7. April 1977 und die Entführung und Ermordung des Präsidenten der Arbeitgeberverbände und des BDI (Bundesverband der Deutschen Industrie) Hanns Martin Schleyer. Durch die Selbstmorde von Baader, Ensslin und Raspe hatte die RAF ihren „harten Kern“ verloren und konnte sich auch deswegen in den Folgejahren nur noch schwer stabilisieren.

## Siebte Phase: Spontis und Alternativbewegung (ab 1977)
In der zweiten Hälfte der siebziger Jahre, vor allem ab 1977 gewannen sogenannte Sponti-Gruppen stärkeren Zulauf. Sie lehnten einen von „Parteien“ dominierten Kommunismus ab, weil dieser ihnen zu starr und bürokratisch war. Die maoistisch-kommunistischen Parteien blieben innerhalb der organisierten „Neuen Linken“ zwar die stärkste Kraft, ihre politische Stellung nahm aber ab. Nach dem Tod von Mao Zedong im September 1976 kamen innerhalb der Kommunistischen Partei Chinas (KPCh) Nachfolgekämpfe auf, welche zu Irritationen unter den bundesdeutschen Anhängern führte. Dies und die Enttäuschung über revolutionäre Leitbilder in der Dritten Welt (neben China, Kuba, Vietnam, Kambodscha) führte dazu, dass sich viele Angehörige der marxistischen Gruppen dem Umweltschutz oder generell der Alternativbewegung zuwandten.

## Achte Phase: Hausbesetzung, Einfluss der „Grünen“ und der Friedensbewegung (ab 1980)
Im März 1980 löste sich die maoistische KPD auf und sie steht stellvertretend für den Niedergang der kommunistischen Gruppierungen. Die Gründung der „Grünen“ und ihre Teilnahme an Bundestagswahlen haben stark zum Niedergang der kommunistischen Gruppen beigetragen. Die Mitglieder dieser Gruppen erkannten immer mehr, dass sie nur mit Hilfe einer an populären Forderungen ausgerichteten Umweltschutzpartei eine breite Masse erreichen konnten. Es fanden Kongresse statt, auf denen Gemeinsamkeiten und Möglichkeiten der Einflussnahme auf die „Grünen“ erörtert wurden. 1980 breitete sich auch der „Häuserkampf“ als Protestmethode aus, auch kamen immer mehr anarchistische Tendenzen zum Vorschein. Aufgrund des NATO-Doppelbeschlusses vom 12. Dezember 1979 wurde ab 1981 die „Friedensbewegung“ aktiv. 1982 und 1983 wurde wieder an die Tradition der „Ostermärsche“ angeknüpft.